# Nők a Társadalomban Kutatóközpont
A Nők a Társadalomban Kutatóközpont (angolul: Center for the Study of Women in Society, CSWS) az Oregoni Egyetem feminista kutatással és aktivizmussal kapcsolatos szervezete, amely 1973-ban jött létre az egyetem és a hallgatói önkormányzat együttműködésével. A Handbook of Gender, Work, and Organization kézikönyv szerint „a nemekkel és nőkkel foglalkozó tudományok jelentős feminista központja”. A Nemzeti Nőkutató Tanács tagja.
Cheris Kramarae, 1980-as évekbeli igazgató szerint a szervezet az alábbi művekben működött közre:
…film női bevándorlókról és a növényvédő szerek veszélyeiről; macedón (cigány) nők élete; ökofeminizmus; leszbikusok metaforaként a női irodalomban; a kelet-ázsiai prostitúció működése; alacsony jövedelmű fekete nők erőszakos élete; alacsony jövedelműek terhesgondozása; gyermekegészség; bántalmazott nők lakhatása; nők hozzáférése a közügyekhez és hitelekhez; AIDS-oktatás Afrikában.
Az 1990-es években az interdiszciplináris kutatások támogatása mellett kutatófórumokat is szerveztek. 1992-ben egy társadalomtudományi kutatásra Mazie Giustina százezer dollárt adományozott. Az 1990-es években bölcsészettudományi témákban és az öregedéssel kapcsolatban folytak kutatások. 2009-ben a kutatásokra adott ösztöndíjak mértéke elérte a kétmillió dollárt.
2013-ban odaítélték az első Le Guin sci-fi-ösztöndíjat.

## Története

### Megalapítása
Az 1970-es „A nők helyzete az Oregoni Egyetemen” tanulmány szerint a teljes munkaidős oktatók 10,5 százaléka volt nő. Joan Acker, a szerzők egyike az egyetemtől akcióterv kidolgozását kérte, de arra csak a diszkriminációról szóló Title IX 1972-es elfogadását követően került sor.
A mesterképzési intézet nőkutató központját szövetségi támogatásokból finanszírozták. Az állami forráskivonások ellenére 1972-ben az egyetem támogatta egy nőjogi konferencia megrendezését. A javaslatot a Művészeti és Tudományos Főiskola összes tanszékének el kellett volna fogadnia, de csak a szociológiai reagált.
1973-ban Robert D. Clark rektor támogatta a központ létrehozását; az első három évben évi 5244 dolláros költségvetésével „siralmasan alulfinanszírozott” volt. A központ első igazgatója Acker lett. A Miriam M. Johnsonnal közös projektjére visszaemlékezve felidézte, hogy „A »ki tartja magát leginkább feministának« felvetéshez leginkább kapcsolódó kérdés az volt, hogy »ki borotválja a lábát?« Ezen egy jót nevettünk.”
Edward Kemp gyűjteményszervező könyvtáros a nők vezetőként, íróként és művészként való szerepvállalásáról szóló kéziratokhoz jutott. Kempet leginkább Jane Grant, a The New Yorker társalapítójának kézirata érdekelte; később találkozott Grant férjével, William B. Harrisszel (a Fortune szerkesztőjével). Harris a felesége tiszteletére pénzügyi alapot akart létrehozni; 1975-ben kétszer is találkozott Robert D. Clarkkal és több oktatóval, majd 1976-ban 28 doboznyi kéziratot adományozott az egyetemnek. 1983-ban végrendeletében 3,5 millió dollárt hagyott az egyetemre.

### Küldetésének bővülése
A központ 1983-ban, küldetésének általánosabbá válásával vette fel mai nevét. Az éves ösztöndíjak mértéke százezer dollárra nőtt. Harris és Grant végrendeletével tevékenysége a multidiszciplináris kutatásra koncentrálódott. Az 1980-as évek végén az egyetemi könyvtárral és művészeti múzeummal is együttműködtek.

## Fordítás
- Ez a szócikk részben vagy egészben  a   Center for the Study of Women in Society című angol Wikipédia-szócikk ezen változatának fordításán alapul.  Az eredeti cikk szerkesztőit annak laptörténete sorolja fel. Ez a jelzés csupán a megfogalmazás eredetét és a szerzői jogokat jelzi, nem szolgál a cikkben szereplő információk forrásmegjelöléseként.